# Hebreos 6

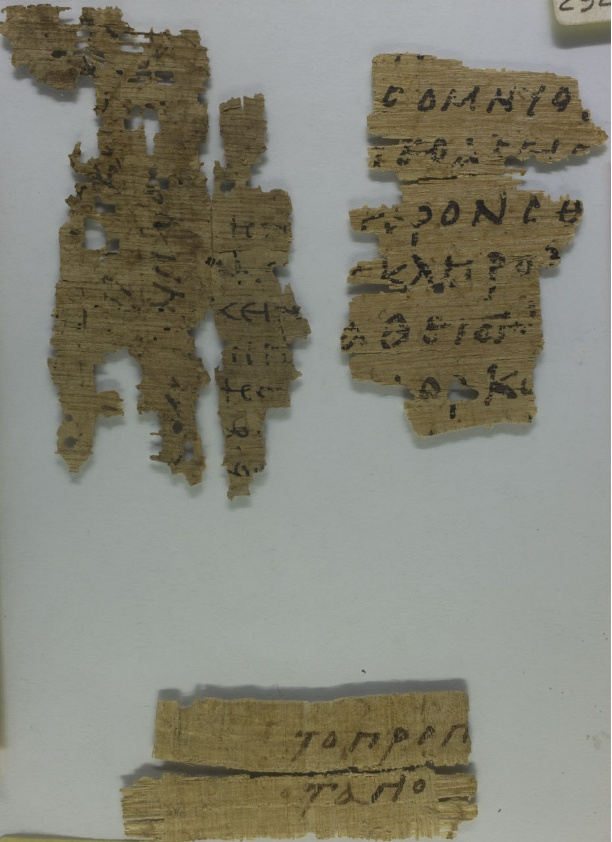
Epístola a los Hebreos 6:7-9, 15-17 en el lado recto del Papiro 89 (siglo IV).

Hebreos 6 es el sexto capítulo de la Epístola a los Hebreos del Nuevo Testamento de la Biblia cristiana. El autor es anónimo, aunque la referencia interna a «nuestro hermano Timoteo» (Hebreos 13:23) provoca una atribución tradicional a Pablo, pero esta atribución se discute desde el siglo II y no hay pruebas decisivas de la autoría.{ Este capítulo contiene la exhortación a progresar y persistir en la fidelidad.

## Texto
El texto original fue escrito en griego koiné. Este capítulo está dividido en 20 versículos.

### Testigos textuales
Algunos manuscritos antiguos que contienen el texto de este capítulo son:
- Papiro 46 (175-225; completo)[5]
- Codex Vaticanus (325-350)
- Codex Sinaiticus (330-360)
- Papiro 89 (siglo IV; existen los versículos 7-9, 15-17)
- Codex Alexandrinus (400-440)
- Codex Ephraemi Rescriptus (~450; completo)
- Codex Freerianus (~450; existen los Versículos 1-3, 10-13, 20)
- Codex Claromontanus (~550)